# Светски дан насеља
Светски дан насеља (енгл. World Habitat Day) се обележава сваког првог понедељка у октобру.

## Историјат
Светски дан насеља први је пут обележен 1986. године у Најробију са темом „Склониште је моје право”. Сваке године се организује под различитим називом: „Склониште за бескућнике”, „Наше суседство”, „Безбеднији градови”, „Жене у управљању урбаним развојем”, „Градови без подстандардних насеља” и „Вода и канализација за градове”.
Признат је од Уједињених нација и обележава се са циљем приказа стања градских насеља и основног права свих на адекватно становање. Генерална скупштина Уједињених нација је одлучила да буде годишњи догађај. Обележава се у многим земљама широм света са различитим активностима којима се испитују проблеми брзе урбанизације и њеног утицаја на животну средину и сиромаштво.
Награду УН Хабитат Scroll of Honour је покренуо Програм ОУН-а за насеља 1989. године. Представља најпрестижнију награду за насеља на свету са циљем одавања признања иницијативама које су дале изузетан допринос у различитим областима као што су обезбеђивање склоништа, наглашавање потреба бескућника и унапређење насеља и квалитета живота у градовима. На плакети је угравирано име победника и његова достигнућа, уручује се током глобалног обележавања Светског дана насеља.

## Теме
| Година | Тема                                                                              | Место                       |
| ------ | --------------------------------------------------------------------------------- | --------------------------- |
| 2024.  | Ангажовање младих за стварање боље урбане будућности                              | Сантијаго де Керетаро       |
| 2023.  | Отпорне урбане економије. Градови као покретачи раста и опоравка                  | Баку                        |
| 2022.  | Пази на јаз. Не остављајте никога за собом                                        | Баликесир                   |
| 2021.  | Убрзавање урбане акције за свет без угљеника                                      | Јаунде                      |
| 2020.  | Становање за све: боља урбана будућност                                           | Сурабаја                    |
| 2019.  | Граничне технологије као иновативно средство за трансформацију отпада у богатство | Мексико                     |
| 2018.  | Управљање комуналним чврстим отпадом                                              | Канцеларија ОУН у Најробију |
| 2017.  | Политика становања: приуштиво становање                                           | —                           |
| 2016.  | Становање у центру                                                                | —                           |
| 2015.  | Јавни простори за све                                                             | —                           |
| 2014.  | Гласови сиротињских четврти                                                       | —                           |
| 2013.  | Урбана мобилност                                                                  | —                           |
| 2012.  | Промена градова, изградња могућности                                              | Исламабад                   |
| 2011.  | Градови и климатске промене                                                       | Агваскалијентес             |
| 2010.  | Бољи град, бољи живот                                                             | Шангај                      |
| 2009.  | Планирање наше урбане будућности                                                  | Вашингтон                   |
| 2008.  | Хармонични градови                                                                | Луанда                      |
| 2007.  | Безбедан град је праведан град                                                    | Хаг                         |
| 2006.  | Градови, магнети наде                                                             | Монтереј                    |
| 2005.  | Миленијумски циљеви развоја и град                                                | Џакарта                     |
| 2004.  | Градови – покретачи руралног развоја                                              | Најроби                     |
| 2003.  | Вода и канализација за градове                                                    | Рио де Жанеиро              |
| 2002.  | Сарадња од града до града                                                         | Бриселски регион            |
| 2001.  | Градови без сиротињских насеља                                                    | Фукуока                     |
| 2000.  | Жене у управљању урбаним развојем                                                 | Јамајка                     |
| 1999.  | Градови за све                                                                    | Даљен                       |
| 1998.  | Безбеднији градови                                                                | Дубаи                       |
| 1997.  | Будући градови                                                                    | Бон                         |
| 1996.  | Урбанизација, грађанство и људска солидарност                                     | Будимпешта                  |
| 1995.  | Наш комшилук                                                                      | Куритиба                    |
| 1994.  | Дом и породица                                                                    | Дакар                       |
| 1993.  | Жене и развој склоништа                                                           | Њујорк                      |
| 1992.  | Склониште и одрживи развој                                                        | Њујорк                      |
| 1991.  | Склониште и животна средина                                                       | Хирошима                    |
| 1990.  | Склониште и урбанизација                                                          | Лондон                      |
| 1989.  | Склониште, здравље и породица                                                     | Џакарта                     |
| 1988.  | Склониште и заједница                                                             | Лондон                      |
| 1987.  | Прихватилиште за бескућнике                                                       | Њујорк                      |
| 1986.  | Склониште је моје право                                                           | Најроби                     |